# 相模沼田站
相模沼田站（日语：／ Sagaminumata eki */?）是位於神奈川縣南足柄市沼田，屬於伊豆箱根鐵道的大雄山線車站。車站編號為ID07。

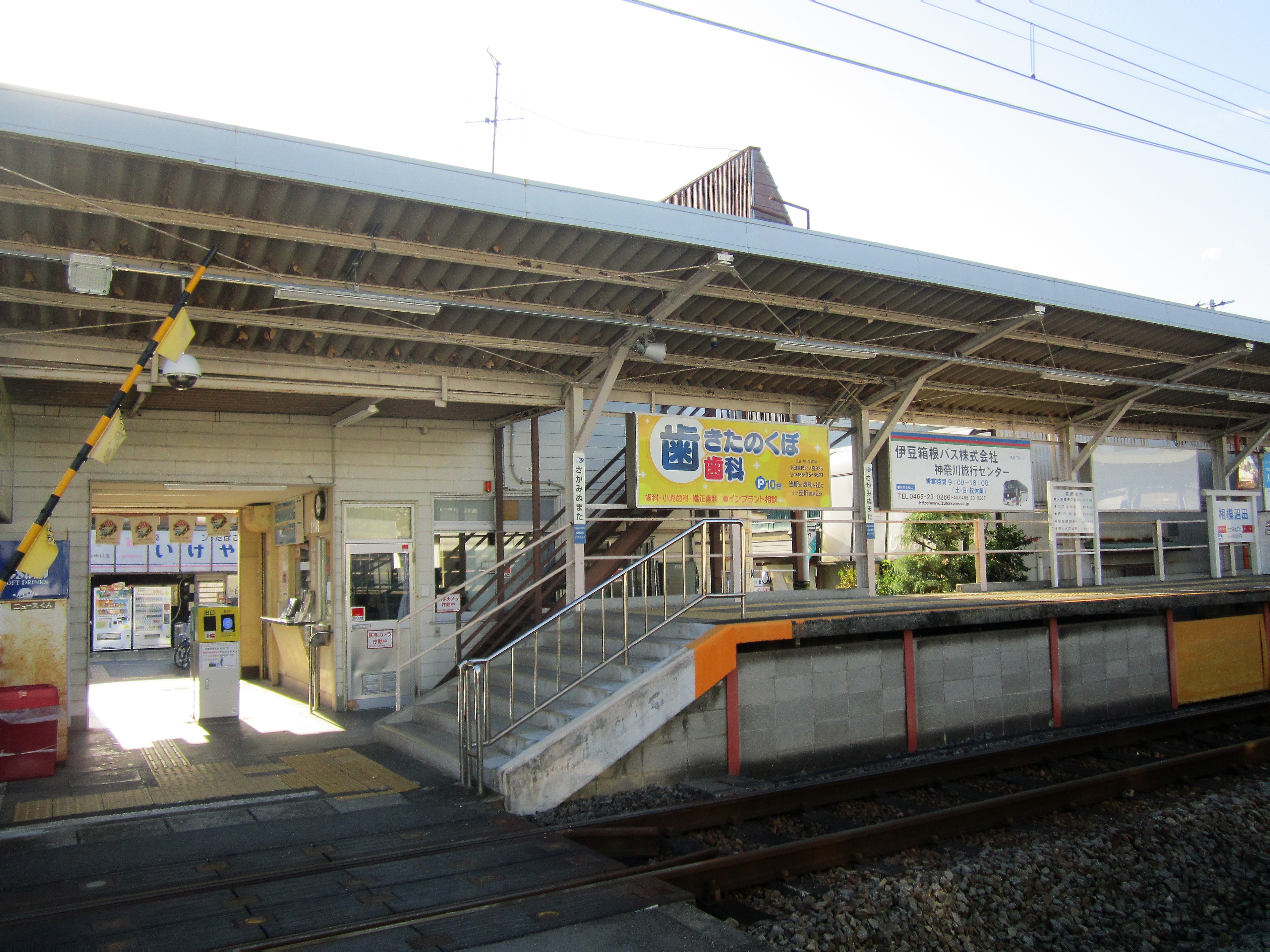
驗票口與月台（2019年11月）

## 歷史
- 1925年（大正14年）10月15日 - 車站啟用。
- 1981年（昭和56年）2月27日 - 車站大樓竣工。

## 車站構造
此站是地面車站，設有2面2線的相對式月台。車站東邊為小田原方向月台，西邊為大雄山方向月台。兩月台靠近飯田岡一方設有樓梯，並以站內平交道連接兩處。站房位於西邊月台靠近飯田岡一方的西邊，並設有伊豆箱根鐵道大雄山線電氣分區建築物；東邊月台靠近飯田岡一方設有廁所。驗票口連接連接站內平交道。
本站的站房在1981年（昭和56年）2月建成，為一座2層高的建築物。1樓是車站事務室和候車處，2樓是職員專用會議室。站內設有自動售票機、車票發行機和IC卡簡易閘機，另外設有發售定期票等的售票處。此站是直營車站，整日設有職員當值。

### 月台
| 月台 | 路線     | 方向       |
| ---- | -------- | ---------- |
| 1    | 大雄山線 | 大雄山方向 |
| 2    | 大雄山線 | 小田原方向 |

## 使用狀況
以下為各年度1日平均乘車人次變化。
| 乘車人次變化       | 乘車人次變化     | 乘車人次變化 |
| 年度               | 1日平均 乘車人次 | 參考資料     |
| ------------------ | ---------------- | ------------ |
| 1998年（平成10年） | 1,660            | [ 2 ]        |
| 1999年（平成11年） | 1,660            | [ 3 ]        |
| 2000年（平成12年） | 1,619            | [ 4 ]        |
| 2001年（平成13年） | 1,602            | [ 4 ]        |
| 2002年（平成14年） | 1,554            | [ 5 ]        |
| 2003年（平成15年） | 1,525            | [ 6 ]        |
| 2004年（平成16年） | 1,496            | [ 7 ]        |
| 2005年（平成17年） | 1,523            | [ 8 ]        |
| 2006年（平成18年） | 1,525            | [ 9 ]        |
| 2007年（平成19年） | 1,516            | [ 10 ]       |
| 2008年（平成20年） | 1,553            | [ 11 ]       |
| 2009年（平成21年） | 1,518            | [ 12 ]       |
| 2010年（平成22年） | 1,485            | [ 13 ]       |
| 2011年（平成23年） | 1,455            | [ 14 ]       |
| 2012年（平成24年） | 1,459            | [ 15 ]       |
| 2013年（平成25年） | 1,511            | [ 16 ]       |
| 2014年（平成26年） | 1,466            | [ 17 ]       |
| 2015年（平成27年） | 1,500            | [ 18 ]       |
| 2016年（平成28年） | 1,497            | [ 19 ]       |
| 2017年（平成29年） | 1,495            | [ 20 ]       |
| 2018年（平成30年） | 1,469            | [ 21 ]       |

## 車站周邊
車站位於小田原市和南足柄市的邊界，而邊界的畫線十分複雜。車站位於南足柄市沼田內。車站西邊設有縣道74號，東邊設有狩川。車站附近設有香水廠和住宅區。
關於車站周邊的遺蹟，於西邊約400米處設有天野康景之墓、壽傳山西念寺（淨土宗）、八乙女神社和沼田城城址。
- 相模信用金庫（日语：さがみ信用金庫）沼田分店
- 相鐵羅森（日语：相鉄ローゼン）富水店
- UNIQLO小田原富水店
- 小田急小田原線富水站 - 步行約20分鐘

## 巴士路線
在縣道74號設有「沼田」巴士站，停靠的巴士路線如下：
箱根登山巴士
- 關本（經富士菲林） ※ 平日3班
- 小田原站東出口 ※ 只於平日服務

## 相鄰車站
伊豆箱根鐵道
■大雄山線
飯田岡（ID06）－相模沼田（ID07）－岩原（ID08）

## 注腳
1. ↑  南足柄市統計書（日語）
2. ↑  神奈川縣縣勢要覧（平成12年度）227頁（日語）
3. ↑  神奈川縣縣勢要覧（平成13年度）229頁PDF（日語）
4. 1 2  神奈川縣縣勢要覧（平成14年度）227頁PDF（日語）
5. ↑  神奈川縣縣勢要覧（平成15年度）PDF（日語）
6. ↑  神奈川縣縣勢要覧（平成16年度）229頁PDF（日語）
7. ↑  神奈川縣縣勢要覧（平成17年度）PDF（日語）
8. ↑  神奈川縣縣勢要覧（平成18年度）231頁PDF（日語）
9. ↑  神奈川縣縣勢要覧（平成19年度）PDF（日語）
10. ↑  神奈川縣縣勢要覧（平成20年度）245頁PDF（日語）
11. ↑  神奈川縣縣勢要覧（平成21年度）PDF（日語）
12. ↑  神奈川縣縣勢要覧（平成22年度）PDF（日語）
13. ↑  神奈川縣縣勢要覧（平成23年度）PDF（日語）
14. ↑  神奈川縣縣勢要覧（平成24年度）PDF（日語）
15. ↑  神奈川縣縣勢要覧（平成25年度）PDF（日語）
16. ↑  神奈川縣縣勢要覧（平成26年度）PDF（日語）
17. ↑  神奈川縣縣勢要覧（平成27年度）PDF（日語）
18. ↑  神奈川縣縣勢要覧（平成28年度）PDF（日語）
19. ↑  神奈川縣縣勢要覧（平成29年度）PDF（日語）
20. ↑  神奈川縣縣勢要覧（平成30年度）PDF（日語）
21. ↑  神奈川縣縣勢要覧（令和元年度）PDF（日語）

## 外部連結
- 伊豆箱根鐵道　相模沼田站 （页面存档备份，存于）（日語）